# Piotr Chruściel

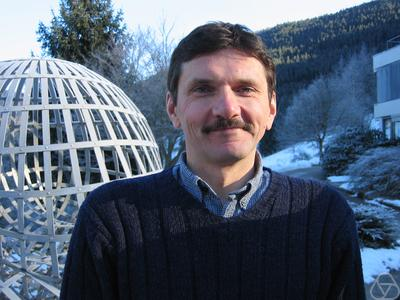
Pjotr Chruściel (2005)

Piotr Tadeusz Chruściel (* 10. August 1957 in Zabrze) ist ein polnischer Physiker, Mathematiker und Hochschullehrer an der Universität Wien. Er arbeitet im Bereich der Mathematischen Physik und der Gravitationsphysik, insbesondere zu Problemen der allgemeinen Relativitätstheorie, etwa der Beschreibung von Schwarzen Löchern.

## Biografie
Chruściel, geboren in Polen, erwarb 1975 sein Certificat de Maturité am Collége Rousseau in Genf in der Schweiz. Er studierte Physik und schloss 1980 mit dem Master (MSc. Physics) an der Universität Warschau ab. Seine Promotion bei Jerzy Kijowski zum PhD Physics durch die Polnische Akademie der Wissenschaften beendete er 1986. Bis 1996 forschte er als Senior Research Associate an der Akademie in Warschau. Neben verschiedenen anderen, internationalen Forschungsstipendien war er 1992 bis 93 Humboldt-Stipendiant am Max-Planck-Institut für Astrophysik in Garching sowie 1998 und 2006 Humboldt-Stipendiant und Research Fellow am Max-Planck-Institut für Gravitationsphysik (Albert-Einstein-Institut) in Potsdam.
Von 1994 bis 2010 war er außerdem Professor für Mathematik an der Universität Tours in Frankreich, wobei er von 2006 bis 2010 beurlaubt war, um eine Professur für Mathematik an der University of Oxford (Vereinigtes Königreich) wahrzunehmen.
Seit 2010 ist er Professor für Gravitational Physics an der Universität Wien. Von 2011 bis 2016 war er Mitglied der Leitung des Internationalen Erwin Schrödinger Institut für Mathematik und Physik (ESI).
Er organisierte und leitete zahlreiche wissenschaftliche Veranstaltungen. Von 1997 bis 2004 gehörte er der Redaktion von Classical and Quantum Gravity, einer Peer-Review-Zeitschrift des Institute of Physics, an. Seit 2000 gehört er der Redaktion der Annales Henri Poincaré, der Zeitschriftenreihe des Institut Henri Poincaré, und seit 2008 der Redaktion von Communications in Mathematical Physics an.
Chruściel ist verheiratet und hat zwei Kinder.

## Forschungsschwerpunkte
Chruściel arbeitet im Bereich der Mathematischen Physik und der Gravitationsphysik, insbesondere zu Problemen der allgemeinen Relativitätstheorie, einschließlich der Beschreibung von Schwarzen Löchern.
Er untersuchte beispielsweise das Anfangswertproblem für die Einstein-Gleichungen, die Lorentzsche Geometrie nichtdifferenzierbarer Metriken oder den Einfluss schwacher Gravitationsfelder auf die Ausbreitung photonischer Zustände in dielektrischen Wellenleitern. Dazu kombiniert er Methoden aus Differentialgeometrie, Topologie und partiellen Differentialgleichungen.

## Auszeichnungen und Ehrungen
- 2003: Prix Plumey der Académie des sciences, Paris[2]
- 2024:  ESI-Medaille[2]

## Publikationen (Auswahl)

### Bücher
- Piotr T. Chruściel, Jacek Jezierski, Jerzy Kijowski: Hamiltonian field theory in the radiating regime (= Lecture Notes in Physics : Monographs. m70). Springer, Berlin; New York 2002, ISBN 978-3-540-42884-8.
- Piotr Chruściel, Helmut Friedrich (Hrsg.): The Einstein Equations and the Large Scale Behavior of Gravitational Fields: 50 Years of the Cauchy Problem in General Relativity. 1. Auflage. Birkhäuser Basel, Basel 2004, ISBN 978-3-7643-7130-2. (Wiederauflage 2012)

### Artikel
- Piotr T Chruściel: On space-times with U(1) × U(1) symmetric compact Cauchy surfaces. In: Annals of Physics. Band 202, Nr. 1, August 1990, S. 100–150, doi:10.1016/0003-4916(90)90341-K.
- Lars Andersson, Piotr T. Chruściel, Helmut Friedrich: On the regularity of solutions to the Yamabe equation and the existence of smooth hyperboloidal initial data for Einstein's field equations. In: Communications in Mathematical Physics. Band 149, Nr. 3, Oktober 1992, ISSN 0010-3616, S. 587–612, doi:10.1007/BF02096944.
- P. T. Chruściel: "No hair" theorems – folklore, conjectures, results. Max-Planck-Institut für Astrophysik, Garching 1994, DNB 940944650.
- Piotr T. Chruściel, João Lopes Costa, Markus Heusler: Stationary Black Holes: Uniqueness and Beyond. In: Living Reviews in Relativity. Band 15, Nr. 1, Dezember 2012, ISSN 2367-3613, doi:10.12942/lrr-2012-7.
- Leor Barack et al.: Black holes, gravitational waves and fundamental physics: a roadmap. In: Classical and Quantum Gravity. Band 36, Nr. 14, 25. Juli 2019, ISSN 0264-9381, doi:10.1088/1361-6382/ab0587.